# Quando suona la campana
Quando suona la campana è un film del 1970 diretto da Luigi Batzella (accreditato come Paolo Solvay).

## Trama
Durante la Seconda Guerra Mondiale un gruppo di partigiani greci è in guerra con i tedeschi, e uno di loro, Tego, incontra atrocità per mano dei nazisti perdendo la sua famiglia.